# 648 Pippa
648 Pippa
648 Pippa là một tiểu hành tinh ở vành đai chính. Nó được August Kopff phát hiện ngày 11.9.1907 ở Heidelberg và được đặt theo tên Pippa, nhân vật trong tiểu thuyết Und Pippa tanzt của Gerhardt Hauptmann